# نادي الجيش لكرة السلة
نادي الجيش لكرة السلة هو نادي كرة سلة سوري من مدينة دمشق، حصل على لقب الدوري سبع مرات ولقب كأس سوريا 3 مرات ويعتبر واحد من أفضل أندية كرة السلة في سوريا.